# لا لا لند
لا لا لند (انگلیسی: La La Land) فیلمی آمریکایی در ژانر موزیکال رمانتیک به نویسندگی و کارگردانی دیمین شزل است که در سال ۲۰۱۶ منتشر شد. رایان گاسلینگ در نقش یک پیانیست جاز و اما استون در نقش هنرپیشه‌ای آرزومند که عاشق یکدیگر می‌شوند، ستارگان اصلی فیلم هستند. داستان فیلم در زمان حال و در شهر لس آنجلس رخ می‌دهد. رایان گاسلینگ و اما استون بعد از فیلم‌های دیوانه‌وار، احمقانه، عشق و جوخه گانگستر در این فیلم برای بار سوم با یکدیگر همبازی شده‌اند. جی.کی. سیمونز، جان لجند، رزمری دویت و میگن فی نیز از دیگر بازیگران فیلم هستند.
نویسنده و کارگردان فیلم، دیمین شزل به عنوان یک درامر به سینمای موزیکال علاقه داشت. شزل در دوران تحصیل خود در دانشگاه هاروارد با جاستین هورویتز هم‌اتاقی بود و ایدهٔ اولیه داستان نیز در همان موقع به ذهنش رسید و آن را با هورویتز در میان گذاشت. شزل در سال ۲۰۱۰ به لس آنجلس سفر کرد و فیلم‌نامه خود را نوشت و قصد داشت آن را بسازد اما هیچ استودیو و تهیه‌کننده‌ای را پیدا نکرد که حاضر باشد روی داستانی که نوشته سرمایه‌گذاری کند. بعد از موفقیت فیلم ویپلش که دومین ساخته شزل است، سامیت انترتینمنت حاضر شد تهیه فیلم را برعهده بگیرد. کار فیلم‌برداری در شهر لس آنجلس از اوت ۲۰۱۵ آغاز شد و در ماه سپتامبر، در همین شهر پایان گرفت. جاستین هورویتز کار آهنگ‌سازی فیلم را برعهده داشت و مندی مور نیز به عنوان طراح سکانس‌های رقص با پروژه همکاری کرد. لا لا لند نخستین بار در ۷۳امین جشنواره فیلم ونیز و در تاریخ ۳۱ اوت ۲۰۱۶ به‌روی پرده رفت. فیلم اکران گسترده خود را از تاریخ ۹ دسامبر ۲۰۱۶ در آمریکا آغاز کرد. لا لا لند ۴۷۲ میلیون دلار در سراسر جهان فروش کرد در حالی که بودجه ساخت آن تنها ۳۰ میلیون دلار بود.
لا لا لند با تحسین جهانی همراه شد. منتقدان، نویسندگی و کارگردانی شزل، بازی رایان گاسلینگ و اما استون، موسیقی جاستین هورویتز، سکانس‌های موزیکال و فیلم‌برداری فیلم را ستودند. لا لا لند در هشتاد و نهمین دوره جوایز اسکار در ۱۴ رشته نامزد جایزه شد و رکورد شکست. پیش از این، فقط دو فیلم همه‌چیز درباره ایو و تایتانیک به این رکورد دست پیدا کرده بودند. فیلم شش جایزه اسکار برد: بهترین کارگردانی، بهترین بازیگر نقش اول زن، بهترین فیلم‌برداری، بهترین موسیقی متن، بهترین طراحی صحنه و بهترین ترانه (شهر ستاره‌ها). لا لا لند در هفتاد و چهارمین مراسم گلدن گلوب نیز در هفت رشته نامزد دریافت جایزه بود که توانست همه آن‌ها را به‌دست بیاورد و تبدیل به موفق‌ترین فیلم در تاریخ جوایز گلدن گلوب شود.

## داستان
داستان در زمان حال و در لس آنجلس می‌گذرد. میا، دختری جوان و مشتاقِ بازیگری است که در کافی‌شاپ کمپانی برادران وارنر به عنوان باریستا مشغول به کار است و در فاصله‌های زمانی آزمون‌های بازیگری خود به بازیگرهای هالیوود قهوه لاته می‌دهد. سباستین نیز نوازنده پیانوی جاز است که فعلاً با نواختن موسیقی در کافه‌های دلگیر سرمی‌کند و از طرف خواهرش لورا تحت فشار برای ازدواج قرار گرفته است. میا و سباستین هنگام رانندگی در یک بزرگراه شلوغ در لس آنجلس به هم برخورد می‌کنند و کارشان به مشاجره می‌کشد. بعد از این اتفاق، میا به آزمون بازیگری خود می‌رود اما آزمون با موفقیت پیش نرفته و او خسته و ناراحت به خانه برمی‌گردد. هم‌خانه‌های میا با اصرار او را به یک مهمانی کریسمس می‌برند. بعد از مهمانی، میا که ماشین خود را به خاطر توقف در پارک ممنوع از دست داده پیاده به خانه برمی‌گردد. در راه بازگشت، او صدای زیبای پیانو را از درون کافه‌ای می‌شنود. میا وارد کافه شده و در کمال تعجب می‌بیند که پیانیست کسی نیست جز سباستین. سباستین به خاطر نواختن این قطعه که برخلاف سلیقه رئیس بدخلق کافه بنام بیل بوده است، اخراج می‌شود. میا به سمت سباستین می‌رود تا با او حرف بزند اما سباستین به او تنه زده و رد می‌شود.
مدتی بعد در یک مهمانی، میا بازهم به‌طور اتفاقی سباستین را در میان یک گروه موسیقی می‌بیند و برای همین جلو می‌رود و درخواست آهنگ من فرار کردم را می‌دهد و خودش هم با آهنگ شروع به درآوردن ادا برای سباستین می‌کند. بعد از این اتفاق، سباستین به سراغ میا می‌رود و گفتگویی سرشار از طعنه و کنایه بین آن‌ها شکل می‌گیرد. در راه بازگشت از مهمانی، میا و سباستین با هم همراه می‌شوند و به فراز شهر لس آنجلس رفته و برای هم آواز می‌خوانند و می‌رقصند.
روز بعد سباستین به محل کار میا می‌رود و آن‌ها مدت زیادی با هم دربارهٔ رویاهایشان صحبت می‌کنند. میا می‌گوید از بچگی عاشق سینما شده و می‌خواهد بازیگر شود و سباستین هم از عشقش به موسیقی جاز می‌گوید و اینکه می‌خواهد کافه‌ای مخصوص جاز در شهر باز کند. بعد از این گفتگو، گوشی میا زنگ می‌خورد و به او خبر می‌دهند که باید در یک آزمون بازیگری دیگر شرکت کند. او این کار را می‌کند اما آزمونش باز هم خراب می‌شود و او عصبانی به خانه بازمی‌گردد. در خانه، نامزد میا که گرِگ نام دارد او را به یک شام دورهمی به همراه برادرش که تازه از سفر برگشته دعوت می‌کند. میا بدون هیچ رغبتی به شام می‌رود اما وقتی یاد قرارش با سباستین می‌افتد سریع رستوران را ترک می‌کند و به طرف سینما می‌رود جایی که سباستین منتظر او است. میا و سباستین به تماشای فیلم شورش بی‌دلیل می‌نشینند و سپس به طرف رصدخانه گریفیتس حرکت می‌کنند. عشق میا و سباستین در این مکان به اوج خود می‌رسد و آن‌ها در رؤیای خود مشغول رقصیدن در ستاره‌ها می‌شوند.
رابطه میا و سباستین ادامه پیدا می‌کند. میا که از رد شدن‌های متعدد در آزمون‌های بازیگری خسته شده، خودش شروع به نوشتن نمایش‌نامه می‌کند. سباستین نیز همچنان در کافه‌ها پیانو می‌زند. بیکاری و فشارهای زندگی مشترک با میا، بالاخره سباستین را راضی می‌کند که علی‌رغم میل شخصی‌اش به پیشنهاد کار دوست قدیمی‌اش بنام کیث جواب مثبت دهد و او و گروهش را همراهی کند. وارد شدن سباستین به این گروه ابتدا اتفاق خوبی به نظر می‌رسد اما به مرور او را از میا دور می‌کند. تورهای متعدد گروه و میل به دیده شدن سباستین باعث می‌شود که بحث بین او و میا بالا بگیرد و مهمانی شامشان خراب شود. میا، سباستین را ترک می‌کند و به خانه پدرش بازمی‌گردد.
مدتی از این جدایی و انزوا می‌گذرد تا اینکه مدیر برنامه یک کارگردان مشهور از طریق سباستین به میا خبر می‌دهد که می‌خواهد از او برای فیلمش تست بگیرد. میا ابتدا راضی نمی‌شود اما با اصرار سباستین قبول می‌کند در آزمون شرکت کند. میا در آزمون بازیگری سنگ تمام می‌گذرد و با خواندن آهنگی غمناک توجه کارگردان را جذب می‌کند. بعد از آزمون، سباستین به میا می‌گوید که وقتی او این نقش را بگیرد باید همه چیز، از جمله سباستین را فدای آن کند زیرا این رؤیایی است که او همواره به دنبال آن بوده است.
پنج سال می‌گذرد. میا تبدیل به بازیگری بزرگ شده و با مردی ازدواج کرده و یک دختر دارد و سباستین هم به رؤیای خودش رسیده و کلوپ جازی را در شهر باز کرده که با موفقیت رو به رو شده است. یک شب که میا به همراه همسرش برای خوش‌گذرانی به بیرون رفته است سر از کافه سباستین درمیاورد. سباستین با دیدن میا در میان جمعیت دچار بهت شده و سپس به سراغ پیانو می‌رود و قطعه عاشقانه میا و سباستین را می‌نوازد و با همین آهنگ در رؤیای زیبایی غرق می‌شود. رؤیایی که در آن او و میا با هم ازدواج کرده و بچه دار شده‌اند و هردو به موفقیت‌های زیادی در شغل دلخواهشان رسیده‌اند. بعد از پایان قطعه، میا بلند می‌شود که از کافه بیرون برود اما در آخرین لحظه نگاهی به سباستین می‌اندازد و هردو لبخند تلخی به هم می‌زنند. میا کافه را به همراه همسرش ترک می‌کند و سباستین نیز مشغول نواختن پیانو می‌شود.

## بازیگران
- اما استون در نقش میا دولان،[E ۴] هنرپیشه‌ای آرزومند که به عنوان باریستا در کافی‌شاپ استودیوی برادران وارنر کار می‌کند.
- رایان گاسلینگ در نقش سباستین وایلدر[E ۵] یک نوازنده پیانوی سبک جاز که در لس آنجلس زندگی می‌کند.
- جان لجند در نقش کیث[E ۶] دوست و همکار قدیمی سباستین.
- رزمری دویت در نقش لورا وایلدر[E ۷] خواهر سباستین.
- فین ویتراک در نقش گرِگ[E ۸] نامزد سابق میا.
- جسیکا راث در نقش الکسیس[E ۹] دوست و یکی از هم‌خانه‌های میا.
- سونویا میزونو در نقش کیتلین[E ۱۰]دوست و یکی از هم‌خانه‌های میا.
- جی.کی. سیمونز در نقش بیل[E ۱۱] رئیس یک کافه است که سباستین در آن پیانو می‌نوازد.
- کالی هرناندز[E ۱۲] در نقش تریسی[E ۱۳]دوست و یکی از هم‌خانه‌های میا.
- تام اورت اسکات در نقش دیوید،[E ۱۴] شوهر میا
- میگن فی در نقش مادر میا
- دیمون گاپتون[E ۱۵] در نقش هری،[E ۱۶] همسر لورا

## ساخت

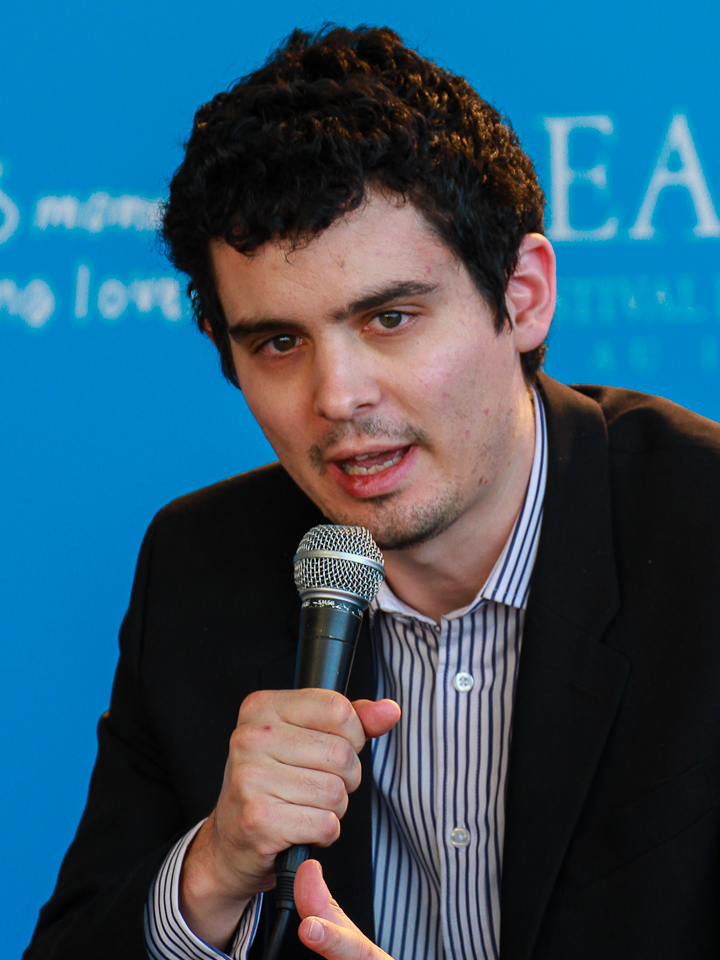
ایدهٔ اولیه لا لا لند در دوران تحصیل در دانشگاه هاروارد به ذهن دیمین شزل رسید و شزل با کمک هم‌اتاقی خود جاستین هورویتز شروع به نوشتن فیلم‌نامه کرد.

دیمین شزل به عنوان یک درامر، به آثار موزیکال علاقه‌مند بود. ایدهٔ او این بود که حس و حال فیلم‌های موزیکال قدیمی را بگیرد و آن را با زندگی واقعی ترکیب کند که کارها در آن معمولاً آنطور که دوست داریم، پیش نمی‌رود. شزل فیلم‌نامه لا لا لند را در سال ۲۰۱۰ نوشت، زمانی که به نظر می‌رسید جایی در صنعت سینما نداشته باشد. شزل در دوران تحصیل خود در دانشگاه هاروارد با جاستین هورویتز هم‌اتاقی شد و رفاقتش با او شکل گرفت. او ایدهٔ خود را با هورویتز در میان گذاشت و این دو به کمک هم توانستند تصویر کلی از چیزی که در ذهن دارند را بسازند. شزل دوست داشت که فیلم نگاهی با احترام به اشخاصی داشته باشد که به لس آنجلس می‌آیند تا رویاهای خود را دنبال کنند. شزل و هورویتز به عنوان پروژه پایان‌نامه ارشد خود در دانشگاه، یک فیلم سیاه و سفید موزیکال با نام گای و مدلین روی نیمکت پارک ساختند. شزل از آثار کلاسیکی همچون مردی با دوربین فیلم‌برداری و منهتن الهام گرفت تا بتواند نگاه واقعی و همراه با احترام به شهر را در فیلم خود بازسازی کند. بعد از فارغ‌التحصیلی، شزل و هورویتز هردو به لس آنجلس رفتند و به نوشتن فیلم‌نامه ادامه دادند. شزل در بازنویسی خود چند تغییر در داستان ایجاد کرد که مهم‌ترین آن، تغییر محل وقوع داستان از بوستون به لس آنجلس بود.
شزل ابتدا قصد داشت تا عناصر جذاب شهرهایی همچون پاریس و سان فرانسیسکو را در لس آنجلس بازسازی کند اما به جای آن تصمیم گرفت تا بر روی عناصری تمرکز کند که لس آنجلس را از دیگر شهرها متمایز می‌کرد: ترافیک، شلوغی و پرزرق و برق بودن شهر و آسمان لس آنجلس از این دست ویژگی‌ها بودند. شزل برای طراحی لحن و سبک اجرای صحنه‌های رقص مبتنی بر جاز فیلم از آثار ژاک دمی و به خصوص دو فیلم چترهای شربورگ و دختران جوان راشفورد الهام گرفت. شزل همچنین برای خلق فضای بصری فیلم از آثار موزیکال کلاسیک همچون آواز در باران، واگن دسته موزیک و یک آمریکایی در پاریس الهام گرفت. شزل دربارهٔ الهام گرفتن از فیلم یک آمریکایی در پاریس گفته است: «یک آمریکایی در پاریس فیلمی است که ما را در خود حل می‌کند. یک نمونه عالی برای اینکه بفهمیم بعضی از آن موزیکال‌های قدیمی با چه جسارتی ساخته می‌شدند.» شزل دربارهٔ شباهت برخی از ویژگی‌ها و خصوصاً طراحی کاراکترها به آثار موزیکال قبلی خود همچون ویپلش، اینگونه توضیح داده است: «ویپلش و لا لا لند هردو دربارهٔ تقلا کردن و تلاش برای تبدیل شدن به یک هنرمند بزرگ و رسیدن به رؤیا هستند که نیاز هر انسانی است. به نظرم تفاوت این دو این است که لا لا لند در این مورد کمی عصبانی‌تر است.»
شزل اعلام کرده است که هم لا لا لند و هم در ویپلش از تجربیاتی که در مسیر تبدیل شدن به یک کارگردان در هالیوود طی کرده، الهام گرفته است. شزل می‌گوید ایدهٔ اصلی لا لا لند از تصمیم او برای ترک ساحل شرقی آمریکا و آمدنش به لس آنجلس برای دنبال کردن رؤیای شخصی‌اش، شکل گرفته است: «با شور و شوق بسیار و تصورهای رؤیایی از لس آنجلس، به این شهر آمدم اما وقتی به آن رسیدم تنها چیزی که دیدم بزرگراه‌ها و مراکز خرید بودند.»
بعد از تکمیل فیلم‌نامه، شزل به دنبال تهیه‌کننده‌ای برای ساخت فیلم گشت اما هیچ استودیویی حاضر نبود تا بر روی یک فیلم موزیکال اورجینال امروزی که هیچ آهنگ معروفی در آن وجود ندارد سرمایه‌گذاری کند. خصوصاً اینکه موسیقی مطرح شده در فیلم قرار بود موسیقی جاز باشد (سبکی که باعث شد بعداً هالیوود ریپورتر این فیلم را یک گونه «رو به انقراض» بنامد). این وضعیت تا سال‌ها ادامه داشت. شزل در این باره می‌گوید: «از آنجا که من و جاستین (هورویتز) در آن زمان افراد مشهوری نبودیم، سرمایه‌گذران نسبت به پتانسیل موجود در فیلم دچار شک می‌شدند و حاضر نبودند تا بر روی ما ریسک کنند.» دوستان شزل او را به دو تهیه‌کننده فیلم نسبتاً تازه‌کار معرفی کردند: جردن هوروویتس و فرد برگر شزل فیلم‌نامه را برای این دو فرستاد. هوروویتس و برگر از داستان خوششان آمد اما استودیویی که قرار بود با پروژه همکاری کند اعلام کرد که به شرط چند تغییر در فیلم‌نامه، بودجه‌ای ۱ میلیون دلاری برای ساخت فیلم را در اختیار شزل قرار می‌دهد. تغییرات درخواستی استودیو این‌ها بودند: شخصیت مرد قصه به جای یک پیانیست جاز، یک ستاره موسیقی راک باشد، شروع پیچیده فیلم که روایت غیرخطی دارد باید جای خود را به یک شروع ساده‌تر با روایت خطی بدهد و پایان تلخ و شیرین فیلم باید به یک پایان خوش برای دو کاراکتر اصلی تغییر کند. شزل به درخواست استودیو مبنی بر این تغییرات جواب منفی داد: «عاقلانه‌ترین کار ممکن را کردم، پیش از آنکه فیلمم را نابود کنند آن را برداشتم و از آن مکان دور شدم.»
شزل که از ساخت لا لا لند تاحدودی ناامید شده بود، نوشتن فیلم‌نامه جدیدی را آغاز کرد: ویپلش. او تصمیم گرفت تا برپایه تجربیاتی که در هنرستان به عنوان یک هنرجوی موسیقی پشت سرگذاشته، داستانی بنویسد و آن را بسازد. شزل معتقد بود که مفهوم ساده‌تر این فیلم و نیازش به بودجهٔ کم باعث می‌شود تا سرمایه‌گذاری بر روی آن از دید یک تهیه‌کننده ریسک کمتری داشته باشد. بعد از آنکه ویپلش در جشنواره فیلم ساندنس ۲۰۱۴ مورد تحسین گسترده منتقدان قرار گرفت، شزل دوباره تلاش‌های خود برای آنکه لا لا لند را به سینما بیاورد، آغاز کرد. حدود یک سال بعد و پس از آنکه ویپلش در هشتاد و هفتمین دوره جوایز اسکار نامزد پنج جایزه اسکار از جمله بهترین فیلم شد و توانست ۵۰ میلیون دلار در گیشه بفروشد (که باتوجه به بودجه ناچیز ۳ میلیون دلاریش، فروش خوبی بود)، شزل سرانجام توانست تا توجه استودیوها را برای ساخت فیلمش جذب کند.
سرانجام بعد از گذشت پنج سال از نوشته شدن فیلم‌نامه، سامیت انترتینمنت و شرکت بلک لیبل مدیا با همکاری مارک پلت، تصمیم گرفتند بودجه لازم را برای ساخت لا لا لند، در اختیار شزل قرار بدهند. آن‌ها تحت تأثیر موفقیت‌های تجاری و انتقادی ویپلش قرار گرفته بودند. یکی از تهیه‌کنندگان لاینزگیت فیلمز به نام پاتریک واکسبرگر که پیش‌تر در سری فیلم‌های استپ آپ با سامیت انترتینمنت همکاری کرده بود، شزل را تحت فشار قرار داد تا بودجه فیلم را بالا ببرد زیرا معتقد بود آثار موزیکال بزرگ نمی‌توانند با بودجه پایین ساخته شوند.

### پیش تولید و انتخاب بازیگران

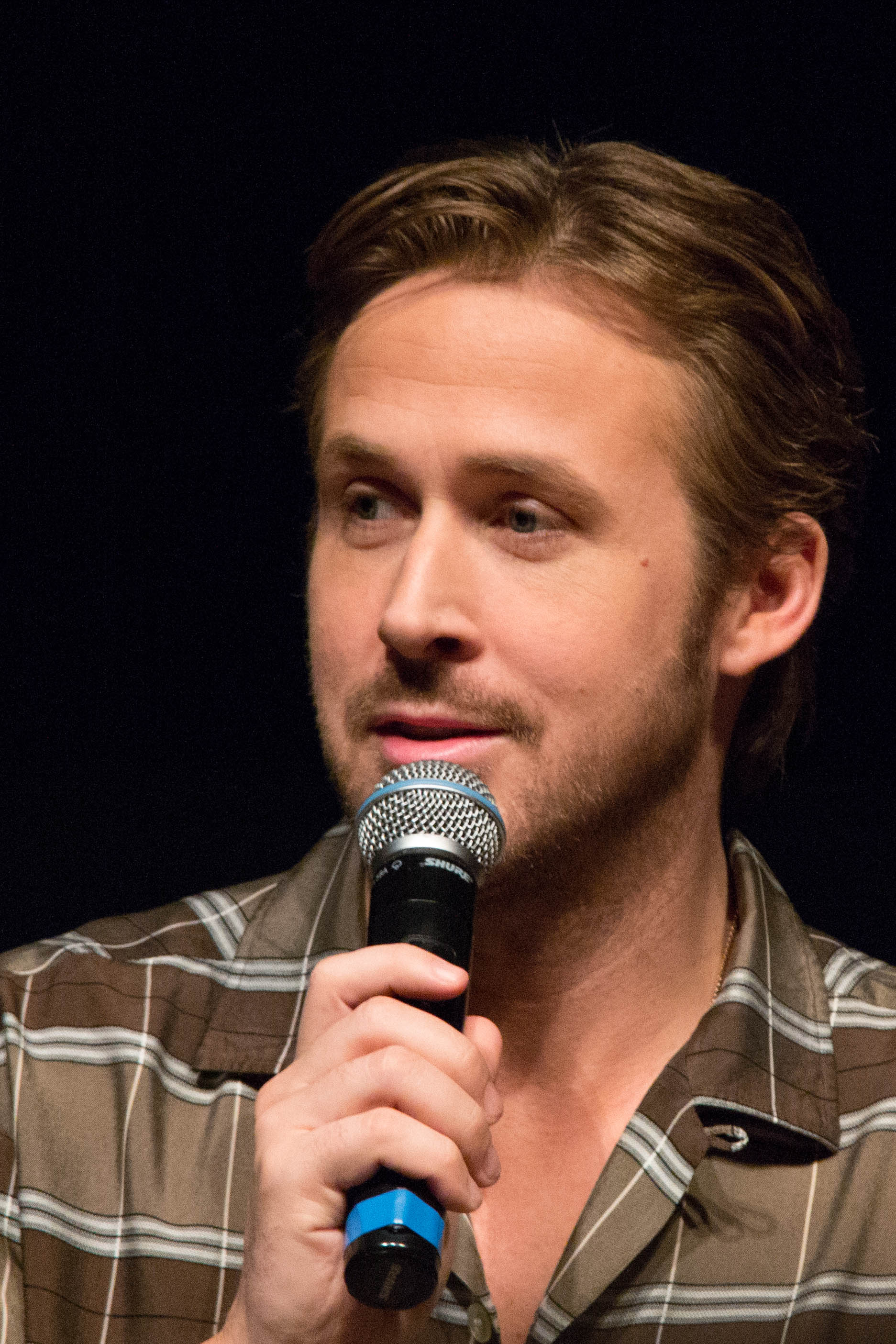
رایان گاسلینگ برای بازی در این فیلم تپ دنس و پیانو زدن آموخت.

مایلز تلر و اما واتسون نخستین انتخاب‌های شزل برای بازی در نقش سباستین و میا بودند. در واقع، در متن اصلی فیلم‌نامه که دیمین شزل آن را نوشته بود، میا و سباستین سن کمی داشتند. با این حال، اما واتسون پیشنهاد بازی در فیلم را رد کرد و ترجیح داد تا در فیلم موزیکال دیو و دلبر بازی کند. تلر نیز که پیش‌تر سابقه همکاری با شزل را در ویپلش داشت به خاطر طولانی شدن مراحل پیش تولید از بازی در فیلم کنار گذاشته شد. شزل تصمیم گرفت تا بدون تغییر چندانی در فیلم‌نامه، بازیگران بزرگسال برای نقش‌های اصلی انتخاب کند و سن شخصیت‌ها را کمی بالاتر ببرد. اما در نهایت با این تغییر سن، شزل مجبور شد یکی از اصلی‌ترین محورهای داستانی را نیز تغییر دهد و شخصیت‌ها را از نوجوانان تازه‌وارد به لس آنجلس که به دنبال موفقیت هستند به آدم‌های بزرگی تبدیل کند که تجربه چندسال زندگی در این شهر را داشته و سخت تلاش می‌کنند تا رؤیای قدیمی خود را به حقیقت بدل کنند. بعد از گزینه‌های مختلف، رایان گاسلینگ برای بازی در نقش سباستین انتخاب شد. او برای اینکه در فیلم بازی کند، پیشنهاد حضور در نقش دیو در فیلم دیو و دلبر را رد کرد.
بعد از مدتی، اما استون برای بازی در نقش میا انتخاب شد. استون اعلام کرده بود از وقتی در سن هشت سالگی به تماشای تئاتر موزیکال بینوایان نشسته بود، به آثار موزیکال علاقه پیدا کرد. او در این باره می‌گوید: «بازی کردن در یک فیلم موزیکال و غرق شدن در آهنگ و موسیقی همواره یکی از مهم‌ترین رویاهای من بود.» او از فیلم مشهور روشنایی‌های شهر ساخته چارلی چاپلین به عنوان یکی از فیلم‌های مورد علاقه‌اش که از آن برای ایفای نقش الهام گرفته بود، نام برد. استون در دوران کودکی آموزش رقص گروهی دیده بود و همچنین به مدت یک سال به کلاس‌های یادگیری رقص باله می‌رفت. به گفته استون، او بسیار با شخصیت میا احساس همدردی می‌کرده است: «وقتی پانزده سال داشتم با مادرم به لس آنجلس آمدیم. از همان موقع در آزمون‌های مختلف بازیگری شرکت می‌کردم اما در بیشتر آن‌ها وقتی هنوز یک خط دیالوگ هم بر زبان نیاورده بودم از گفتن ادامه جمله منع می‌شدم.» استون بر اساس تجربیات خود یک طرح کلی برای شخصیت میا نوشت که بعضی از آن‌ها به فیلم اضافه نیز شدند. رد شدن پیاپی میا در آزمون بازیگری یکی از آن‌ها بود.
شزل نخستین بار اما استون را در نمایش موزیکال کاباره ملاقات کرد. این نمایش در سال ۲۰۱۴ و به کارگردانی راب مارشال در برادوی به روی صحنه رفت. شزل و هورویتز که هردو برای تماشای نمایش به آنجا رفته بودند تحت تأثیر بازی اما استون قرار گرفته بودند که آن شب با وجود سرماخوردگی، به روی صحنه رفته بود. سپس شزل و استون در نیویورک باهم دیدار کردند. در آن زمان شزل مشغول انجام مراحل پیش تولید فیلم بود. استون که متوجه شد شزل از اجرای او در نمایش کاباره خوشش آمده، اعتماد به نفس بیشتری برای بازی در فیلم پیدا کرد. شزل فهرستی از فیلم‌های موزیکال که در نوشتن لا لا لند از آن‌ها الهام گرفته بود را به استون داد که در صدر آن‌ها فیلم چترهای شربورگ قرار داشت. استون همه آن‌ها را دید و سعی کرد از آثار موزیکال کلاسیک در کار خود الهام بگیرد زیرا این مسئله برای شزل بسیار اهمیت داشت.
رایان گاسلینگ در فیلم در نقش یک پیانیست سبک جاز به اسم سباستین ظاهر شده است. گاسلینگ نیز همچون استون از بسیاری از خاطره‌ها و تجاربی که در مسیر تبدیل شدن به یک ستاره سینما کسب کرده بود، برای نزدیک شدن به نقش استفاده کرد. گاسلینگ تعریف می‌کند که در زمان جوانی برای آزمون بازیگری نزد یک تهیه‌کننده رفته بود اما هنگامی که مشغول تست دادن برای یک صحنه گریه‌دار بود، ناگهان تلفن تهیه‌کننده زنگ خورد و او بی اعتنا به گاسلینگ و بازیش تلفن را جواب داد. این خاطره در فیلم به عنوان یکی از سکانس‌های آزمون هنرپیشگی کاراکتر میا استفاده شد. شزل برای پیشنهاد دادن این نقش به گاسلینگ، او را در یک رستوران در نزدیکی هالیوود هیلز ملاقات کرد. گاسلینگ آن زمان مشغول آماده شدن برای بازی در فیلم رکود بزرگ بود. او فیلم‌نامه را خواند و بازی در فیلم را پذیرفت.
اما استون و رایان گاسلینگ پیش از لا لا لند در دو فیلم دیوانه‌وار، احمقانه، عشق و جوخه گانگستر هم‌بازی شده بودند و در هردوی این فیلم‌ها نیز در نقش یک زوج عاشق ظاهر شده‌اند. شزل در پاسخ به این سؤال که آیا نگران تکراری بودن زوج گاسلینگ و استون در فیلم بوده یا نه، گفته: «من عاشق این ایدهٔ هالیوود قدیم بودم که یک زوج هنری را در چندین فیلم تکرار می‌کردند. اما و رایان برای من یادآور اسپنسر تریسی و کاترین هپبورن، هامفری بوگارت و لورن باکال، و ویلیام پاول و میرنا لوی بودند.» استون و گاسلینگ هردو برای بازی در فیلم آموزش رقص و آواز خواندن دیدند تا بتوانند خودشان بدون بدل در صحنه‌های موزیکال بازی کنند.
به غیر از استون و گاسلینگ که بازی در نقش‌های اصلی را برعهده دارند، بازیگرانی همچون جی.کی. سیمونز، جان لجند، سونویا میزونو، جسیکا راث، فین ویتراک، رزمری دویت و میگن فی در فیلم ظاهر شده‌اند. سیمونز بعد از ویپلش دومین همکاری خود را با شزل تجربه کرد. جان لجند نیز برای بازی در این فیلم، گیتار زدن آموخت. کار انتخاب بازیگران از ژوئیه تا اوت ۲۰۱۵ طول کشید.
مندی مور وظیفه طراحی سکانس‌های رقص و آموزش به بازیگران را برعهده داشت. تمرینات رقص در سالن تمرین مور که در لس آنجلس قرار داشت، برگزار می‌شد. این تمرینات که از مه ۲۰۱۵ آغاز شده بود، سه الی چهارماه به طول انجامید. گاسلینگ و استون به غیر از تمرینات مشترک، هیچگاه با هم در یک اتاق نبودند. گاسلینگ در یک اتاق جدا پیانو زدن تمرین می‌کرد و استون نیز به همراه مور در یک اتاق دیگر آموزش رقص می‌دید. از آن‌جا که سکانس‌های رقص میا بیشتر از سباستین بود، در نتیجه استون مجبور شد بیشتر از گاسلینگ در این زمینه فعالیت کند. گاسلینگ که پیش از این تجربه خاصی در پیانو زدن نداشت، مجبور بود که این کار را یاد بگیرد زیرا شزل نمی‌خواست در سکانس‌های پیانو زدن سباستین از بدل استفاده کند. در آخر هم گاسلینگ خودش در تمامی سکانس‌ها بازی کرد و قطعات را نواخت. مور معتقد بود که احساس موجود در رقص از تکنیک آن، بیشتر اهمیت دارد. استون این مسئله را تأیید می‌کند و می‌گوید در سکانس‌هایی همچون رقص میا و سباستین بر فراز شهر لس آنجلس، این نکته اهمیت بیشتری داشت. شزل برای کمک به بازیگران و عوامل فیلم و برای اینکه آن‌ها بتوانند هرچه بیشتر با فضای فیلم آشنا شوند، هر هفته یکی از فیلم‌های کلاسیک مورد علاقه خود همچون کلاه سیلندری، آواز در باران و شب‌های عیاشی را برای آن‌ها پخش می‌کرد.

### فیلم‌برداری و پس از تولید

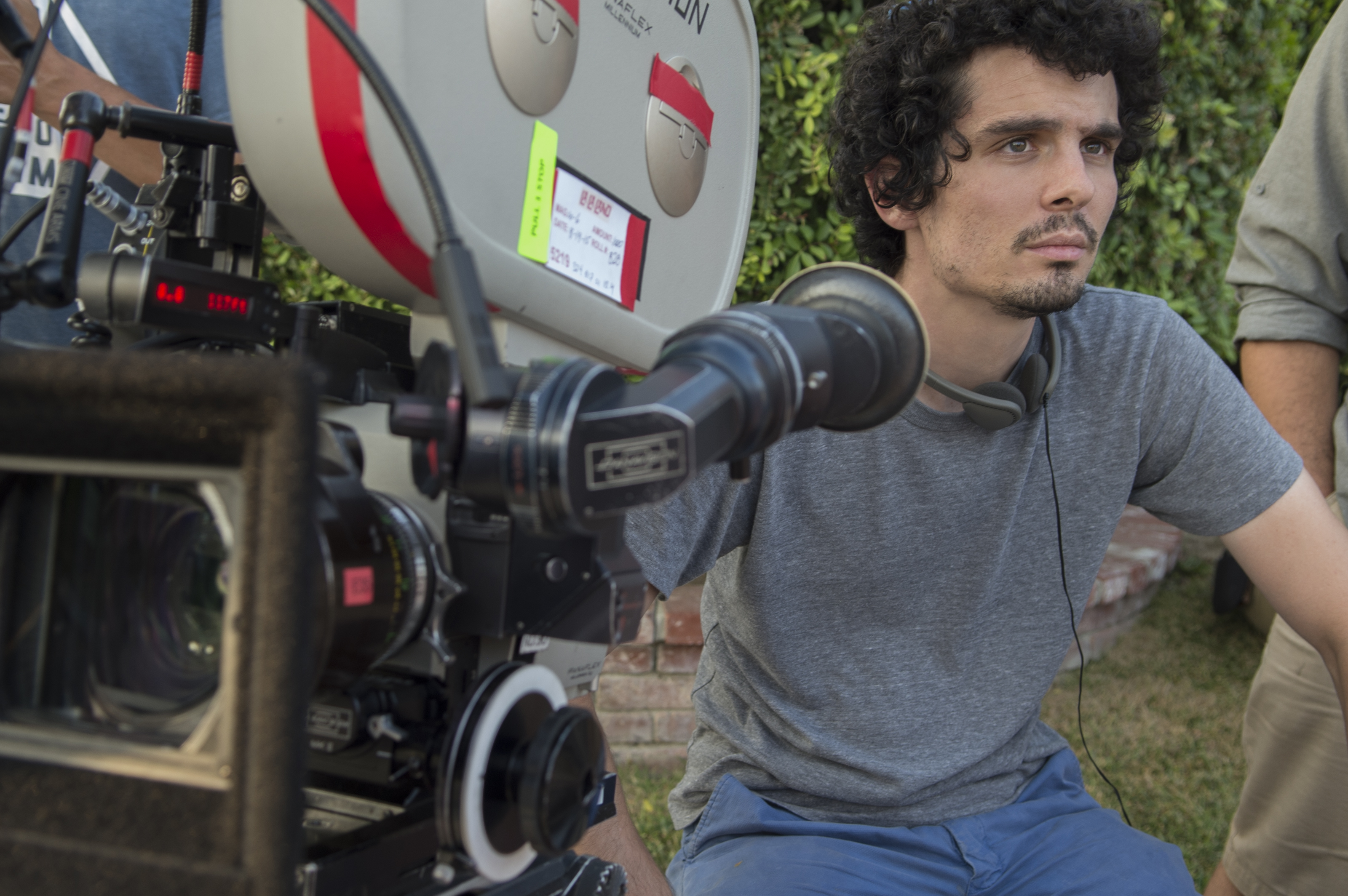
دیمین شزل در پشت صحنه فیلم

شزل از همان ابتدا قصد داشت تا تمامی سکانس‌های موزیکال فیلم را به صورت سکانس‌پلان و بدون کات، ضبط کند. شزل تحت تأثیر آثار دهه ۳۰ فرد آستر و جینجر راجرز چنین تصمیمی گرفت. شزل قصد داشت برای شبیه‌سازی تصاویر عریض فیلم با موزیکال‌های دهه ۵۰، فیلم را با قالب آنامورفیک سینمااسکوپ فیلم‌برداری کند که این المان از آثار موزیکالی همچون این هوا همیشه صاف است الهام گرفته شده است. از آنجا که لنزهای سینما اسکوپ دیگر در دسترس نیست، شزل مجبور شد با لنزهای مخصوصی از دوربین‌های پاناویژن این تصاویر را بازسازی کند.

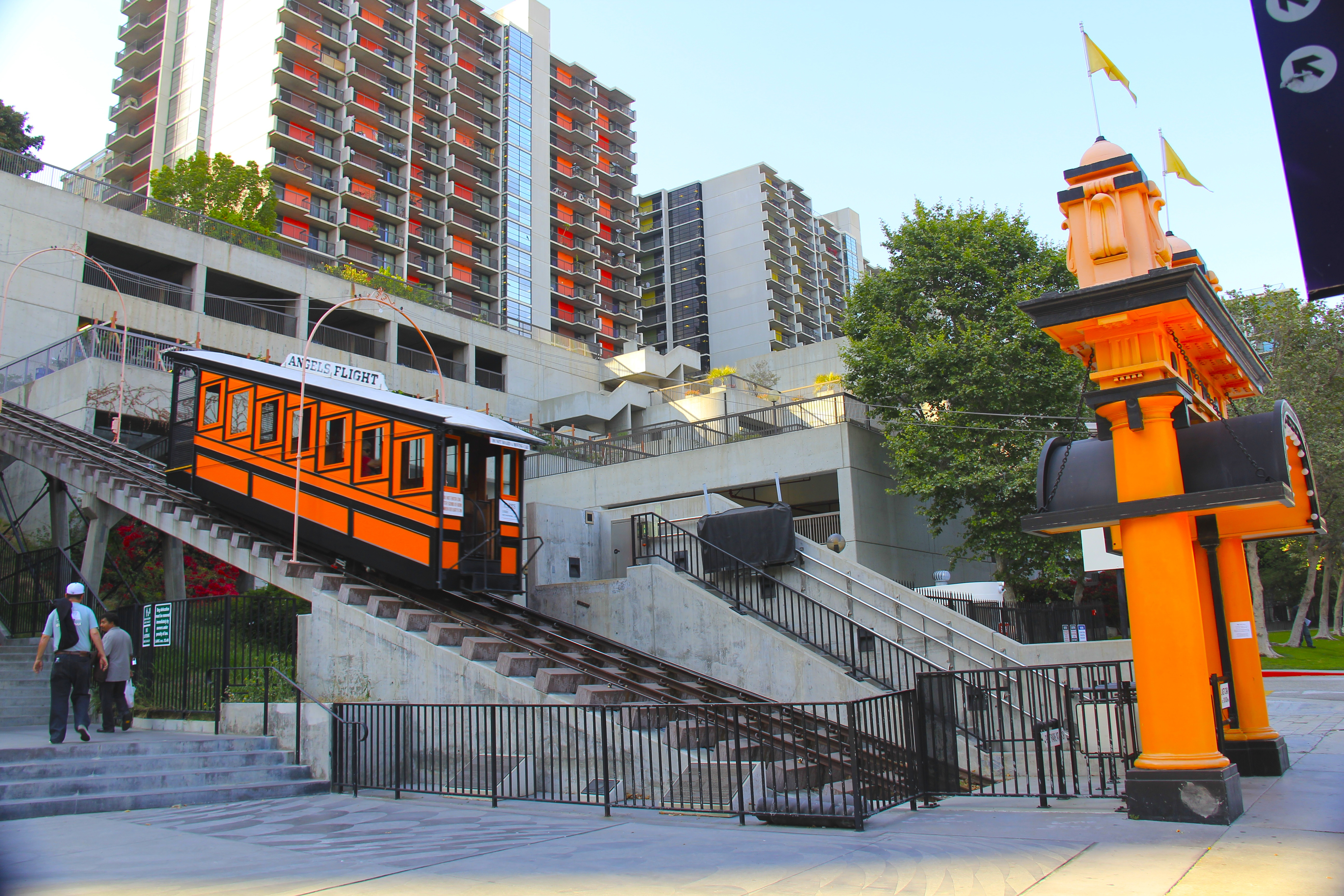
ایستگاه قطار انجلز فلایت که به مدت چهار سال خاموش بود، به خاطر ساخت یکی از صحنه‌های کوتاه فیلم برای مدتی دوباره به راه افتاد.

شزل می‌خواست تا شهر لس آنجلس در فیلم دارای هویت باشد. او گفته است: «یک ویژگی شاعرانه در لس آنجلس وجود دارد که من همیشه به آن فکر می‌کنم. من عقیده دارم که این شهری است که توسط افرادی با رویاهای غیرواقعی ساخته شده است. افرادی که همه چیز خود را برای این کار از دست داده‌اند.» کار فیلم‌برداری به‌طور رسمی از ۱۰ اوت ۲۰۱۵ در لس آنجلس آغاز شد. فیلم در ۶۰ لوکیشن مختلف در لس آنجلس ضبط شد. ایستگاه راه‌آهن انجلز فلایت، هالیوود هیلز، خیابان کلرادو، سالن سینمای ریالتو، ساوت پاسادنا، استودیو برادران وارنر، سالن نمایش هومر لاکلین، ساحل هرموسا، کافه لایت هاوس، هتل شاتو مومنت و برج‌های واتس از جمله لوکیشن‌های فیلم‌برداری بودند. فیلم‌برداری فیلم بعد از ۴۰ روز و در اواسط سپتامبر ۲۰۱۵ به پایان رسید.
سکانس آغازین فیلم با ترانه یک روز آفتابی دیگر، نخستین سکانسی بود که ضبط شد. این سکانس در اتوبانی واقع در جنوب لس آنجلس در دو روز پشت سرهم و با حضور بیش از ۱۰۰ رقصنده فیلم‌برداری شد. شزل قصد داشت با این صحنه خاص، عظمت و بزرگی شهر لس آنجلس را برای بیننده آشکار کند. در ابتدا قرار بود تا این سکانس در یک جاده صاف ساخته شود اما شزل تصمیم گرفت آن را در یک جاده تبادلی جلوی دوربین ببرد تا بهتر بتواند مفهوم شهر را از همان ابتدا برای بیننده جای بیندازد. طراح صحنه فیلم، دوید وسکو دربارهٔ این سکانس گفته: «واقعاً می‌ترسیدم که کسی هنگام کار سقوط کند یا بمیرد. هرچه باشد ما همه بخش‌های بزرگراه را نبسته بودیم.» شزل این سکانس را با سکانس جاده زرد آجری در فیلم کلاسیک جادوگر شهر از مقایسه می‌کند. شزل دوست داشت از عناصر لس آنجلس قدیم در فیلم استفاده کند اما چیزی که او را با مشکل مواجه کرد، این بود که بسیاری از آثار قدیمی و به جا مانده از لس آنجلس یا از بین رفته بودند یا اینکه دیگر کارکرد نداشتند. برای مثال، ایستگاه قطار انجلز فلایت که در سال ۱۹۰۱ ساخته شده است، در هنگام ساخت فیلم تعطیل بود. این ایستگاه که شامل یک قطار کابلی می‌باشد در سال ۲۰۱۳ و بعد از یک سانحه از دسترس خارج شد و تلاش برای تعمیر و ساخت آن نیز به جایی نرسید. با این حال شزل و گروهش موفق شدند اجازه یک روز فیلم‌برداری را در آن بگیرند.
شخصیت میا در یک کافی شاپ کار می‌کند که در استودیو برادران وارنر قرار دارد. شزل این استودیو را انتخاب کرد زیرا در آن تعداد بسیار زیادی آثار و نشان‌های تاریخی از سینمای هالیوود وجود دارد. به غیر از عناصر اصلی موجود در استودیو، طراح صحنه فیلم، دوید وسکو به همراه شزل چندین پوستر جعلی از آثار کلاسیک نیز در فضای صحنه قرار دادند. شزل حتی برای تعدادی از این پوسترها، عنوان فیلم نیز انتخاب کرد. برای مثال در یکی از پوسترهای جعلی که مربوط به یک فیلم موزیکال دهه ۳۰ بود از عنوان گای و مدلین روی نیمکت پارک استفاده شد که نام نخستین فیلم خود دیمین شزل است.
برای فیلم‌برداری سکانس یک شب عاشقانه که یک صحنه موزیکال است که در آن میا و سباستین بر فراز شهر لس آنجلس می‌رقصند، فقط ۶ دقیقه زمان وجود داشت. شزل می‌خواست این صحنه رنگ خاصی داشته باشد و برای همین این سکانس در طی دو روز و در هشت برداشت و در فاصله زمانی شش دقیقه‌ای غروب آفتاب فیلم‌برداری شد. استون تعریف می‌کند که وقتی او و رایان گاسلینگ بالاخره توانستند این سکانس را بدون اشتباه بازی کنند، گروه پشت صحنه از شدت خوش‌حالی «منفجر» شد. از آن‌جایی که گاسلینگ و استون رقصنده حرفه‌ای نبودند، در هنگام اجرای این صحنه که حاوی یک رقص پیچیده و سخت است دچار اشتباه می‌شدند. به خصوص اینکه قرار بود این سکانس به صورت تک‌برداشت گرفته شود و هر اشتباه آن‌ها کل صحنه را خراب می‌کرد. با این حال گفته می‌شود که شزل علی‌رغم اشتباهات گاسلینگ و استون نسبت به آن‌ها رفتار دلسوزانه داشت و به خاطر کم تجربه بودن آن‌ها، اشتباهاتشان را نادیده می‌گرفته است. استون در جریان این سکانس یک بار از روی نیمکت افتاد اما از آنجا که مشکلی به وجود نیامده بود بلند شد و به بازی کردن ادامه داد.
سکانس دعوای میا و سباستین هنگام شام عاشقانه آن‌ها، سکانسی بود که بارها بازنویسی شد زیرا از اهمیت بالایی برای شزل برخوردار بود. گاسلینگ و استون به شزل در نوشتن دیالوگ‌های این صحنه کمک کردند. هر سه آن‌ها به این نتیجه رسیده بودند که در فیلمی پر از عناصر فانتزی، این سکانس باید یکی از واقعی‌ترین صحنه‌های ممکن باشد.
شزل وظیفه تدوین فیلم را برعهده تام کراس گذاشت که پیش‌تر در ویپلش با او کار کرده بود. کراس به خاطر تدوین ویپلش برنده جایزه اسکار شده بود. شزل و کراس نزدیک به یک سال برای تدوین فیلم وقت صرف کردند. دلیل طولانی شدن این کار نیز حساسیت این دو در خلق درست لحن فیلم بود.

## آلبوم موسیقی
موسیقی لا لا لند به وسیله دوست و هم‌اتاقی شزل در دانشگاه هاروارد، یعنی جاستین هورویتز ساخته شده است. هورویتز کسی است شزل ابتدا ایدهٔ لا لا لند را برای او مطرح کرد. بعد از گای و مدلین روی نیمکت پارک و ویپلش، این سومین همکاری مشترک بین شزل و هورویتز محسوب می‌شود. همه ترانه‌ها و شعرهای لا لا لند توسط بنژ پاسک و جاستین پل سروده شد. تنها ترانه‌ای که این دو در ساختش دخالتی نداشتند، ترانه آغاز یک آتش بود که توسط جان لجند، ماریوس دوریس و جاستین هورویتز ساخته شده است. آلبوم موسیقی لا لا لند در تاریخ ۹ دسامبر ۲۰۱۶ از سوی اینتراسکوپ رکوردز منتشر شد که ترکیبی از موسیقی ساخته شده توسط هورویتز و ترانه‌های فیلم بود. آلبوم موسیقی فیلم با استقبال بسیار بالایی از سوی منتقدان و تماشاگران همراه بود و به خصوص دو ترانه شهر ستاره‌ها و آزمون (احمق‌هایی که رؤیایی دارند) مورد ستایش قرار گرفت. هورویتز، پاسک و پائول با هم به خاطر موسیقی و ترانه‌های فیلم برنده جایزه اسکار شدند.

## انتشار
نخستین نمایش لا لا لند در ۳۱ اوت ۲۰۱۶ و در طی جشنواره فیلم ونیز بود. فیلم با استقبال بسیار بالای منتقدان همراه شد و در پایان اولین نمایش با ده دقیقه تشویق ایستاده تماشاگران همراه بود. بعد از نمایش موفقیت‌آمیز در ونیز، لا لا لند در جشنواره فیلم تلیوراید و جشنواره بین‌المللی فیلم تورنتو اکران شد که بازهم با بازخوردهایی مثبت و موفقیت‌آمیز همراه بود. لا لا لند همچنین در جشنواره فیلم لندن و فستیوال فیلم ویرجینا نیز به‌روی پرده رفت.
لا لا لند ابتدا قرار بود در تاریخ ۱۵ ژوئیه ۲۰۱۶ اکران شود. در مارس ۲۰۱۶ اعلام شد که تاریخ اکران فیلم تغییر کرده است. لا لا لند ابتدا به صورت محدود از ۲ دسامبر ۲۰۱۶ به روی پرده رفت و سپس اکران گسترده خود را از تاریخ ۱۶ دسامبر آغاز کرد. بعدها مشخص شد که این تغییر برنامه به دلیل درخواست شزل صورت گرفته است. شزل احساس می‌کرد که اکران فیلم در میانه سال مناسب نیست. او می‌خواست اولین رونمایی از لا لا لند در یک جشنواره معتبر سینمایی در حضور منتقدان باشد تا فیلم شانس فصل جوایز را از دست ندهد. بدین ترتیب فیلم با پنج ماه تأخیر نسبت به زمان اولیه، اکران عمومی شد. لاینزگیت که مسئولیت اکران فیلم را برعهده داشت، ابتدا در تاریخ ۹ دسامبر، فیلم را تنها در ۵ سالن سینما اکران کرد که این تعداد در تاریخ ۱۶ دسامبر به ۲۰۰ سالن سینما رسید. فیلم اکران جهانی خود در اروپا و دیگر نقاط جهان را از تاریخ ۹ ژانویه ۲۰۱۷ آغاز کرد. یک هفته بعد از پخش جهانی، فیلم اکران خود را به صورت آی‌مکس در سینماهایی محدود آغاز کرد.

### نمایش خانگی

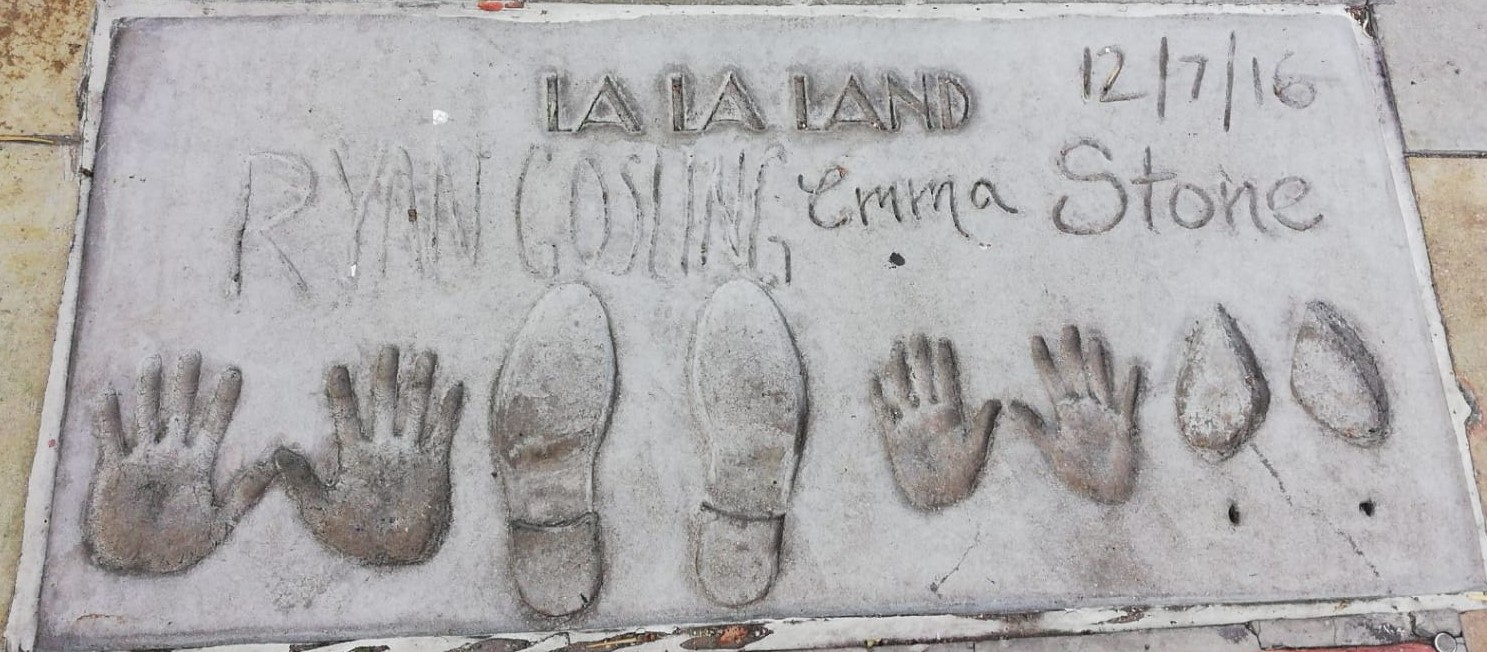
دست‌ها و پاهای استون و گاسلینگ به عنوان نمادی یادگاری در سینمایی در محله چینی‌ها در لس آنجلس

نسخه دیجیتال لا لا لند بر روی دی‌وی‌دی در تاریخ ۱۱ آوریل ۲۰۱۷ پخش شد و نسخه دیسک بلو-ری و بلو-ری اچ‌دی نیز به همراه پشت صحنه و مراحل مختلف ساخت فیلم در تاریخ ۲۵ آوریل ۲۰۱۷ در دردسترس عموم قرار گرفت.

## بازخوردها

### گیشه
لا لا لند ۱۵۱٫۱ میلیون دلار در آمریکا و کانادا و ۲۹۵ میلیون دلار نیز در دیگر نقاط جهان فروش کرد و جمع فروشش را به ۴۴۶٫۱ میلیون دلار رساند در حالی که تنها ۳۰ میلیون دلار خرج ساختنش شده بود. ددلاین.کام در مقاله ای اعلام کرد که فیلم ۶۸٫۲۵ میلیون دلار سود خالص برای سازندگانش به ارمغان آورده که لا لا لند را در فهرست ۲۰ فیلم سودآور سال ۲۰۱۶ قرار می‌دهد.
لا لا لند اکران خود را به صورت محدود و در ۵ سالن سینما در لس آنجلس و نیویورک از تاریخ ۹ دسامبر ۲۰۱۶ آغاز کرد. فیلم در این اکران محدود موفق شد ۸۸۱٬۱۰۷ هزار دلار فروش کند؛ یعنی به‌طور میانگین، فیلم ۱۷۶٬۲۲۱ هزار دلار در هر روز بلیط فروخته است که آن را تبدیل به بهترین میانگین فروش در سال ۲۰۱۶ کرده است. فروش خوب فیلم در اکران محدود خود باعث شد تا تعداد سینماهای آن به ۲۰۰ عدد افزایش پیدا کند. فیلم در هفته دوم خود ۳۶۶٪ افزایش فروش داشت و موفق شد ۴٫۱ میلیون دلار فروخته و در رتبه هفتم جدول باکس آفیس بایستد. در هفته سوم، فیلم بالاخره اکران گسترده خود را شروع کرد و ۷۳۴ سالن سینما به سانس‌های نمایش آن اضافه شد. لا لا لند موفق شد در آخر هفته که مصادف با تعطیلات کریسمس بود، ۹٫۲ میلیون دلار دیگر به حساب خود اضافه کند و در رتبه هشتم باکس آفیس قرار بگیرد. بعد از درخشش فیلم در هفتاد و چهارمین مراسم گلدن گلوب و کسب هفت جایزه، کنجکاوی عمومی نسبت به آن زیاد شد و باعث شد تعداد سالن‌های نمایش آن به ۱٬۵۱۵ افزایش پیدا کند. لا لا لند هفته پنجم خود را با فروش ۱۰ میلیون دلاری و قرار گرفتن در رتبه پنج باکس آفیس به اتمام رساند. فیلم در هفته ششم خود با یک رشد فروش ناگهانی مواجه شد و ۱۶٫۹ میلیون دلار بلیط فروخت و پشت سر فیلم اشخاص پنهان در رتبه دوم باکس آفیس جا گرفت. بعد از اعلام خبر نامزد شدن فیلم در ۱۴ رشته در هشتاد و نهمین دوره جوایز اسکار، تعداد سالن‌های نمایش فیلم بازهم افزایش پیدا کرد و به ۳٬۱۳۶ سالن رسید. فیلم، این هفته را با فروش ۱۲٫۱ میلیون دلاری به پایان رساند. یک هفته مانده به مراسم اسکار، فیلم ۴٫۶ میلیون دلار فروش کرد و در هفته بعد از مراسم، ۳ میلیون دیگر به حساب خود اضافه کرد.

### منتقدان

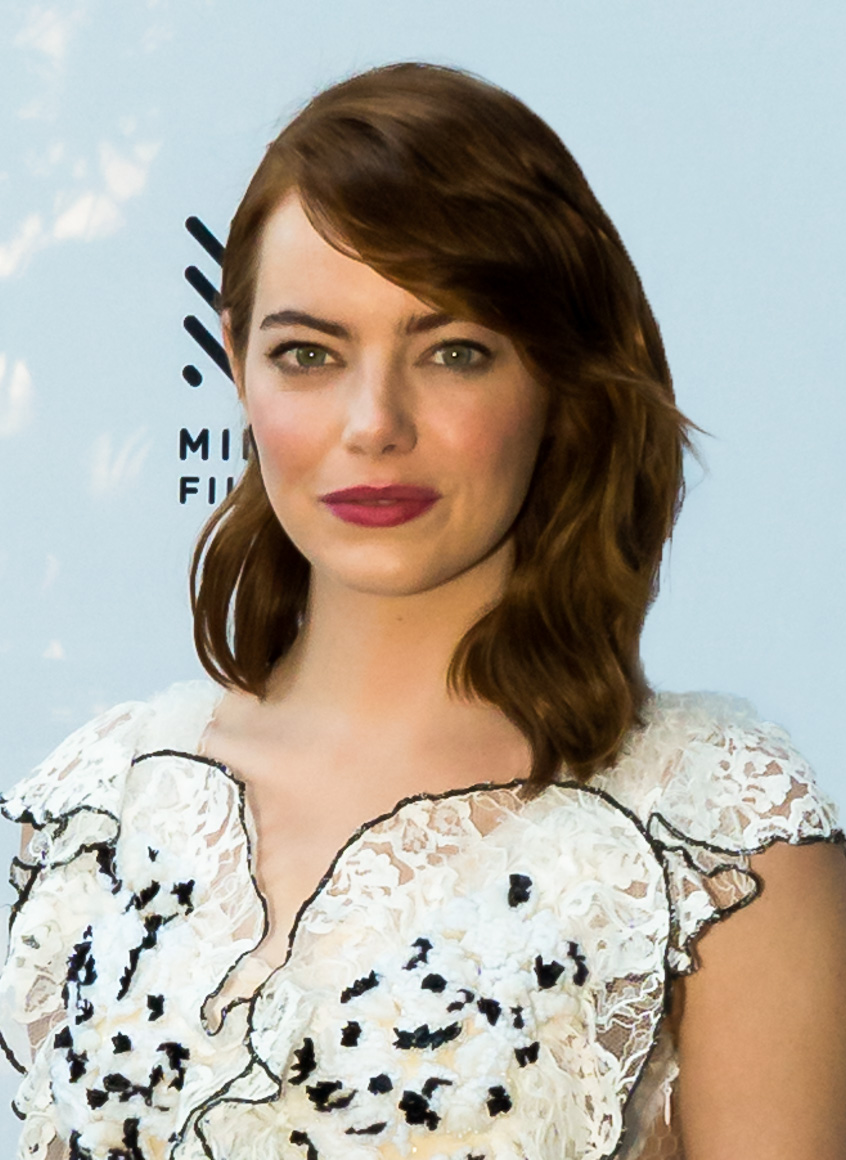
بازی اما استون با تحسین گسترده منتقدان همراه بود و او سرانجام نیز موفق شد جایزه اسکار بهترین بازیگر نقش اول زن را کسب کند.

لا لا لند با استقبال گسترده منتقدان همراه بود و در زمینه‌های کارگردانی، فیلم‌نامه، تیم بازیگری، موسیقی و شیمی رابطه بین استون و گاسلینگ مورد تحسین قرار گرفت. راتن تومیتوز گزارش کرد که ۹۱٪ منتقدان نظر مثبتی دربارهٔ فیلم داشته‌اند که این درصد از روی ۴۱۴ نقد به‌دست آمده و در مجموع امتیاز ۸٫۷/۱۰ را نصیب فیلم می‌کند. در جمع‌بندی منتقدان راتن تومیتوز آمده است: «لا لا لند با یک کارگردانی حقیقتاً هیجان انگیز، بازی‌های قدرتمند و احساساتی که نمی‌توان در برابرش مقاومت کرد، موفق می‌شود تا یک زندگی جدید به یک ژانر قدیمی بدهد.» متاکریتیک نیز بر پایه ۵۳ نقد، میانگین نمره ۹۳ از ۱۰۰ را به فیلم داد که به معنای «تحسین همگانی» است. راتن تومیتوز و متاکریتیک به ترتیب، لا لا لند را سومین و ششمین فیلم برتر سال ۲۰۱۶ معرفی کردند. سینماسکور به فیلم درجه خوب «A–‎» داد. وبگاه پست ترک گزارش کرد ۸۱٪ تماشاگران نظر مثبتی دربارهٔ فیلم داشته و ۹۳٪ آن‌ها، دیدن فیلم را به دیگران توصیه می‌کنند.
پیتر ترورس در مجله رولینگ استون به فیلم چهار ستاره کامل داد. او فیلم را یک «معجزه تازه» دانست و در بخشی از نقد خود نوشت: «گاسلینگ و استون از هر نظر معرکه‌اند. گرچه انصافاً این دو بازیگر شهودی به اندازه مثلاً فرد استر یا جینجر راجرز در عالم ژانر موزیکال زاده نشده‌اند اما تمنای میا و سباستین برای بیان خویش در قالبی تغزلی را فوق‌العاده زنده و احساس برانگیز جلوه می‌دهند. این دو بازیگر واقعاً سنگ تمام می‌گذارند. گاسلینگ با فیلم‌های عاشقانه قبلی‌اش همچون دفترچه خاطرات و ولنتاین غمگین باعث شده همیشه این تصور را داشته باشیم که از پس هر کاری بر می‌آید. اما استون تابناک است. او به‌طور غریزی دریافته که نقش عمری خود را پیدا کرده و از هرچه دارد برای آن مایه می‌گذارد. به صلاح خود آکادمی است که کار استون، شزل، گاسلینگ و فیلم باشکوهشان را با ملاطفتی اسکاری بر صدر نشانند.» ترورس همچنین لا لا لند را فیلم مورد علاقه خود در سال ۲۰۱۶ دانست. مایکل فیلیپس از شیکاگو تریبون نظر بسیار مثبتی دربارهٔ فیلم داشت. او سکانس افتتاحیه فیلم و بازی استون را ستود و دربارهٔ آن نوشت: «هنرنمایی استون، خودش دلیل کافی برای تماشای لا لا لند می‌باشد» فیلیپس نسبت به عملکرد گاسلینگ در صحنه‌های رقص و همچنین ریتم سکانس‌های میانی فیلم انتقاداتی داشت اما با این حال چهار ستاره کامل را به فیلم داد و آن را اینگونه توصیف کرد: «لا لا لند لذت بخش‌ترین و جدی‌ترین سرگرمی سال است.» ای. او. اسکات در نیویورک تایمز نقدی ستایش‌آمیز دربارهٔ فیلم منتشر کرد و در بخشی از آن نوشت: «دیمین شزل کاری غیرممکن انجام داده است، لا لا لند هم فیلمی رؤیایی و خوش‌رنگ است و هم یک درام عاشقانه درجه یک.» پیتر بردشاو در گاردین به فیلم پنج ستاره کامل داد آن را «شاهکاری درخشان و موزیکالی رؤیایی» توصیف کرد. تام چریتی در سایت‌اندساوند علاوه بر دادن امتیاز کامل به فیلم، مهارت کارگردانی دیمین شزل را ستود و نوشت: «دیمین شزل موفق شده با مهارتی مثال زدنی یک فیلم کمیاب و خالص بسازد که هم رمانس خوبی دارد و هم کمدی را به خوبی در خود حل می‌کند. لا لا لند با آن رنگ‌های جنون‌آمیز آبی و زرد و سبزش درست مثل یک شعر حماسی عاشقانه می‌ماند.» جیمز براردینلی در ریل ویوز به فیلم ۳/۵ ستاره از ۴ داد و نوشت: «دیمین شزل نمی‌خواهد صرفاً داستانی تعریف کند (که این کار را می‌کند). نمی‌خواهد صرفاً مخاطبش را مسحور کند (البته این کار را انجام می‌دهد). نمی‌خواهد برای تأثیرگذار کردن داستانش به حس نوستالژی اتکا کند (گرچه این حس نقش مهمی در فیلم دارد). لا لا لند صرفاً برترین موزیکال سینمایی از گذشته دور تا کنون نیست بلکه به احتمال زیاد برترین موزیکال سینمایی از هر نوعی در تاریخ سینماست. بله! این فیلمی است شورانگیز تر از شیکاگوی راب مارشال و بی‌نوایان تام هوپر. لا لا لند فیلمی بی نقص است.» تای بر در مقاله طولانی در بوستون گلوب دربارهٔ تأثیر و تجربه دیدن فیلم توسط تماشاگران نوشت: «فیلم در بین لحظات تلخ و شیرین زیاد دررفت‌وآمد است و گنجینه‌ای است از چیزهایی که دیگر فراموش شده‌اند. حرف‌های مشتاقانه سباستین در کلوپ شبانه دربارهٔ جاز و نجات آن از مرگ، به نظر می‌رسد صحبت‌هایی برای کارگردانش باشد اما در آخر فیلم متوجه می‌شویم آن حرف‌ها به‌طور مستقیم خود ما را نشانه رفته است.»
فیلم به خاطر تصویری که از جاز و شخصیت‌های رنگین‌پوست داستان نشان داد مورد انتقاد قرار گرفت. کلی لاولر در یواس‌ای تودی نوشت: «گاسلینگ در فیلم، نقش مردی سفیدپوست را دارد که می‌خواهد جاز را نجات دهد. باتوجه به تلاش‌های او و موفقیت آخرش بدون هیچ کمکی، اینگونه به نظر می‌رسد این نجات دهنده سفیدپوست تنها گزینه نجات این موسیقی سنتی متعلق به سیاه پوستان است.» روبی لات لوینا در وایرد، آنا سیلمن در نیویورکر و آیرا مدیسون هرکدام در نوشته‌هایی نسبت به وجود عناصر نژادپرستانه در فیلم انتقاد کردند. یکی از مهم‌ترین انتقادات نسبت به شخصیت کیث، نزدیک‌ترین دوست سباستین بود که به عنوان فردی سیاهپوست باعث جدایی دو قهرمان داستان می‌شود. رکس رید در نیویورک آبزرور نظر منفی دربارهٔ فیلم داشت. او لا لا لند را یک تقلید بد از عناصر موزیکال‌های کلاسیک هالیوودی می‌داند و دربارهٔ آن نوشته است: «فیلم از میانه می‌میرد و کارگردان جاه‌طلب فیلم، دیمین شزل با هیچ حقه‌ای نمی‌تواند به پیکر نیمه‌جان آن زندگی ببخشد.» منتقد ساوت چاینا مورنینگ پست نیز در نوشته‌ای فیلم را اثری «کسل کننده» دانست و نوشت: «بین شخصیت گاسلینگ و استون تفاوت چندانی وجود ندارد تا آن‌ها را وارد چالش کند. هردو رویاپرداز هستند، هردو پرتلاش هستند و هردو نیز آواز می‌خوانند و هردو خسته‌کننده هستند.»

## جوایز

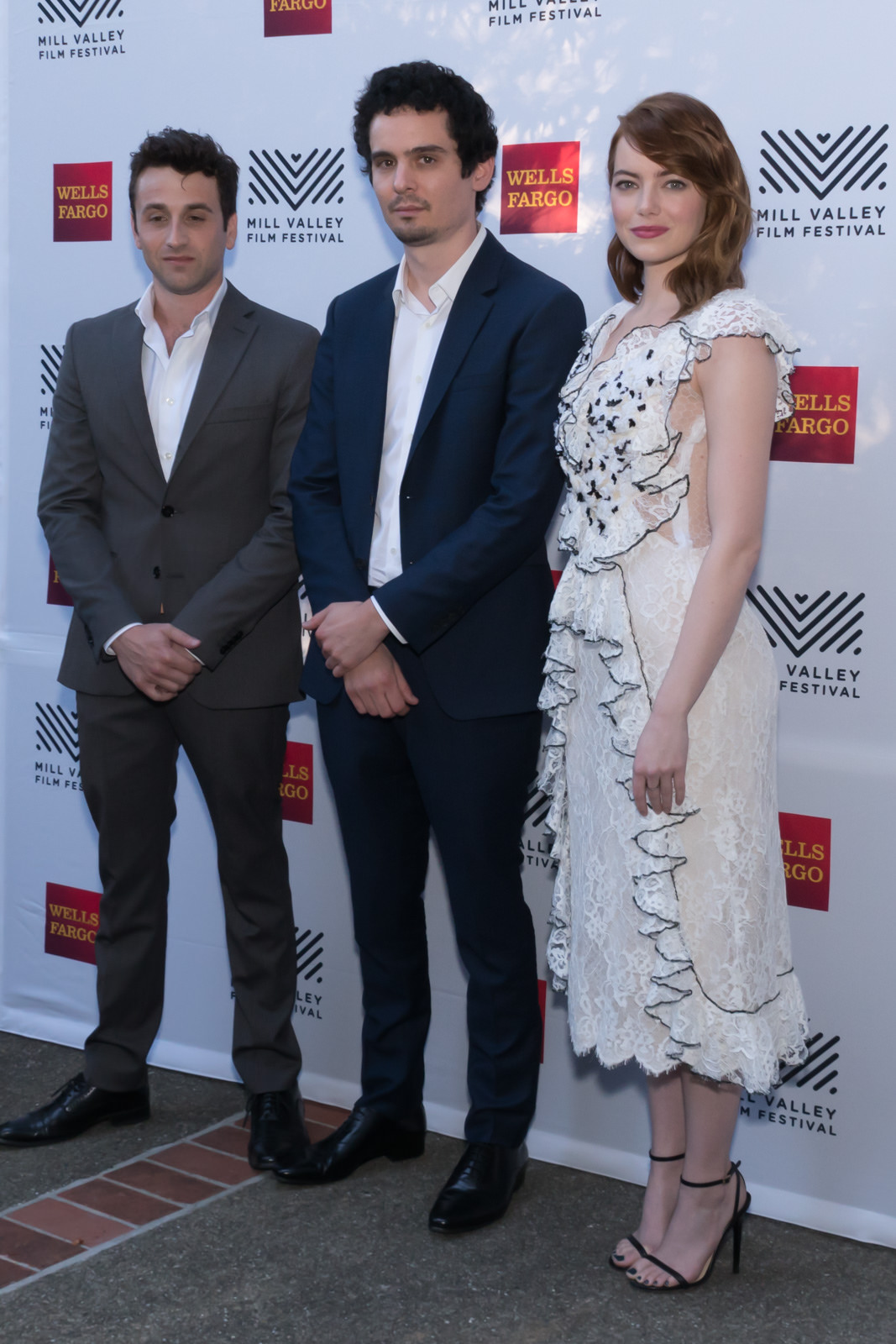
جاستین هورویتز به همراه دیمین شزل و اما استون در نمایش لا لا لند

در هفتادمین دوره جوایز بفتا، فیلم در یازده رشته نامزد دریافت جایزه شد، بیشتر از هر فیلم دیگری در سال ۲۰۱۶. فیلم ۵ جایزه بفتا برد: بهترین فیلم، بهترین کارگردانی، بهترین بازیگر نقش اول زن، بهترین فیلم‌برداری و بهترین موسیقی فیلم.
در هفتاد و چهارمین مراسم گلدن گلوب، لا لا لند در هفت رشته نامزد کسب جایزه شد: جایزه گلدن گلوب بهترین فیلم موزیکال یا کمدی، بهترین بازیگر مرد فیلم موزیکال یا کمدی، بهترین بازیگر زن فیلم موزیکال یا کمدی، بهترین کارگردانی، بهترین فیلم‌نامه، بهترین موسیقی متن و بهترین ترانه غیراقتباسی (شهر ستاره‌ها). فیلم توانست هر هفت جایزه را به‌دست‌آورد که لا لا لند را تبدیل به موفق‌ترین فیلم در تاریخ جوایز گلدن گلوب می‌کند.
لا لا لند در هشتاد و نهمین دوره جوایز اسکار، در ۱۴ رشته نامزد جایزه شد و رکورد شکست. پیش از این، فقط دو فیلم همه‌چیز درباره ایو و تایتانیک به این رکورد دست پیدا کرده بودند. فیلم شش جایزه اسکار برد: بهترین کارگردانی، بهترین بازیگر نقش اول زن، بهترین فیلم‌برداری، بهترین موسیقی متن، بهترین طراحی صحنه و بهترین ترانه (شهر ستاره‌ها). دیگر رشته‌هایی که فیلم در آن‌ها نامزد جایزه شده بود عبارتند از: بهترین فیلم، بهترین فیلم‌نامه غیراقتباسی، بهترین تدوین، بهترین میکس صدا، بهترین بازیگر نقش اول مرد، بهترین طراحی لباس و بهترین ترانه (آزمون (احمق‌هایی که رؤیایی دارند)).

### حاشیه اسکار بهترین فیلم
در حین برگزاری مراسم و هنگام اعلام جایزه اسکار بهترین فیلم، وارن بیتی و فی داناوی که اعلام کنندگان جایزه بودند، لا لا لند را به عنوان بهترین فیلم معرفی کردند. پس از آنکه عوامل فیلم برای دریافت جایزه خود به روی سن آمدند، ناگهان اعلام شد که اشتباهی رخ داده است و برنده این جایزه، فیلم مهتاب بوده است. سپس عوامل فیلم جایزه خود را پس دادند و عوامل فیلم مهتاب به روی سن آمدند و جوایز خود را تحویل گرفتند. طبق گفته‌ها، احتمالاً به صورت اشتباهی کاغذی که در آن جایزه اسکار بهترین بازیگر نقش اول زن به اما استون برای فیلم لا لا لند اهداء شده بود، به وارن بیتی و فی داناوی تحویل داده شده بود.

## نام فیلم
اصطلاح لا لا لند اغلب در اشاره به شهر لس آنجلس و هالیوود به واسطه سبک زندگی پر زرق و برق و پر از بریز و بپاش در این شهر بکار می‌رود. در برخی از منابع فارسی‌زبان، کلمه لا لا لند با عنوان سرزمین رؤیایی ترجمه شده است.

## واژه‌نامه
1. ↑  Impostor Pictures
2. ↑  Mandy Moore
3. ↑  I Ran
4. ↑  Mia Dolan
5. ↑  Sebastian Wilder
6. ↑  Keith
7. ↑  Laura Wilder
8. ↑  Greg
9. ↑  Alexis
10. ↑  Caitlin
11. ↑  Bill
12. ↑  Callie Hernandez
13. ↑  Tracy
14. ↑  David
15. ↑  Damon Gupton
16. ↑  Harry
17. ↑  The Young Girls of Rochefort
18. ↑  Fred Berger
19. ↑  Black Label Media
20. ↑  Patrick Wachsberger
21. ↑  Cabaret
22. ↑  CinemaScope
23. ↑  It's Always Fair Weather
24. ↑  Panavision
25. ↑  Angels Flight
26. ↑  Colorado Street
27. ↑  Rialto Theatre
28. ↑  Homer Laughlin
29. ↑  Lighthouse Cafe
30. ↑  Chateau Marmont Hotel
31. ↑  Watts Towers
32. ↑  David Wasco
33. ↑  Old LA
34. ↑  Benj Pasek
35. ↑  Justin Paul
36. ↑  Virginia Film Festival
37. ↑  HD Blu-ray
38. ↑  universal acclaim
39. ↑  PostTrak
40. ↑  Tom Charity
41. ↑  Ty Burr
42. ↑  Kelly Lawler
43. ↑  Ruby Lott-Lavigna
44. ↑  Wired
45. ↑  Anna Silman
46. ↑  Ira Madison
47. ↑  Rex Reed